# Paul Jagenberg
Paul A. Jagenberg (* 26. Juni 1900 in Solingen; † 31. Dezember 1979 ebenda) war ein deutscher Papierindustrieller und Kulturmäzen in Solingen.

## Leben und Wirken
Paul Jagenberg war Sohn des Papierfabrikanten Otto Jagenberg (1861–1937) und dessen zweiter Ehefrau Meta geb. Schnitzler. Er besuchte das Gymnasium Schwertstraße Solingen und machte dort 1918 das Abitur. Nach einer kaufmännischen Ausbildung wurde er 1927 Geschäftsteilhaber im Unternehmen seines Vaters, der Jagenberg & Cie. Solinger Papierfabrik (genannt Solinger Papiermühle). Er heiratete und hatte mit seiner Frau Helly zwei Söhne und eine Tochter. Im Zweiten Weltkrieg war er Soldat an der Ostfront; sein älterer Bruder, der in derselben Kompanie diente, ist dort gefallen.
Die erfolgreiche Entwicklung seiner geschäftlichen Unternehmungen erlaubten ihm eine private Sammlertätigkeit mit ausgeprägtem Mäzenatentum. Er wurde ein einflussreicher Kunstförderer des Bergischen Landes, engagierte sich insbesondere im Schlossbauverein Burg an der Wupper und in dessen Bergischem Museum. Außerdem war er Förderer des Deutschen Klingenmuseums. Er wirkte im Vorstand des Theaterbauvereins und gab der Industrie und dem geistigen Leben Solingens viele dynamische Impulse.
Der Rotary-Club, dessen Mitglied er war, hat zu seinem Gedächtnis eine Jagdauszeichnung (Wanderpreis) benannt. Es folgten die Gründungen: Kuratorium zur Erhaltung Solinger Kulturdenkmäler (1981) und Kuratorium Musikalisches Forum für junge Interpreten (1990), beide mit seinem Namen.

## Ehrungen
- 1977: Kulturpreis der „Bürgerstiftung Solingen 600“.[6][7][8]
- 1977: Ehrenplakette des „Schlossbauvereins Burg“.[9]

## Publikationen
- Erinnerungen an meinen Vater Otto Jagenberg (9. V. 1861 – 1. XII. 1937). I. Teil. Solingen 1943 (im Stadtarchiv Solingen vorhanden).